# Zosterop daurat
El zosterop daurat o ocell de mel daurat (Cleptornis marchei) és una espècie d'ocells de la família Zosteropidae. L'únic tàxon del gènere Cleptornis Oustalet, 1889. L'espècie va ser considerada inicialment com un menjamel de la família Meliphagidae, i encara que actualment l'hi relaciona amb els ocells, la seva classificació dins de tal família és encara discutida.
El seu hàbitat es restringeix a les illes de Saipan i Aguijan en les Illes Marianes del Nord on presenta especiació simpàtrica i competència amb Zosterops conspicillatus. L'ocell de mel daurat té un plomatge daurat amb anells clars al voltant dels ulls. S'alimenta en parelles o petits grups familiars d'insectes, fruits, nèctar i farratge. És una au monògama que cova dos ous en un petit niu.